# Eleições legislativas portuguesas de 2022 no distrito de Santarém
| Eleições legislativas portuguesas de 2022 Distritos: Aveiro \| Beja \| Braga \| Bragança \| Castelo Branco \| Coimbra \| Évora \| Faro \| Guarda \| Leiria \| Lisboa \| Portalegre \| Porto \| Santarém \| Setúbal \| Viana do Castelo \| Vila Real \| Viseu \| Açores \| Madeira \| Estrangeiro |

## Resultados por concelho
Os resultados nos concelhos do Distrito de Santarém foram os seguintes:

### Abrantes
| Partido                 | Partido                        | Votos  | %               | +/-  |
| ----------------------- | ------------------------------ | ------ | --------------- | ---- |
|                         | Partido Socialista             | 8 460  | 46,18 / 100,00  | 4,52 |
|                         | Partido Social Democrata       | 3 855  | 21,04 / 100,00  | 1,99 |
|                         | CHEGA                          | 2 074  | 11,32 / 100,00  | 8,87 |
|                         | Bloco de Esquerda              | 1 117  | 6,10 / 100,00   | 7,34 |
|                         | Coligação Democrática Unitária | 960    | 5,24 / 100,00   | 1,65 |
|                         | Iniciativa Liberal             | 586    | 3,20 / 100,00   | 2,58 |
|                         | CDS – Partido Popular          | 251    | 1,37 / 100,00   | 2,44 |
|                         | Pessoas–Animais–Natureza       | 203    | 1,11 / 100,00   | 1,61 |
|                         | Outros (com menos de 1,00%)    | 389    | 2,13 / 100,00   |      |
| Votos Inválidos         | Votos Inválidos                | 424    | 2,31 / 100,00   | 2,19 |
| Total                   | Total                          | 18 319 | 100,00 / 100,00 |      |
| Eleitorado/Participação | Eleitorado/Participação        | 31 508 | 58,14 / 100,00  | 3,92 |

| Freguesia                                       | %     | %     | %     | %    | %    | %    | %    | %    | Votantes |
| Freguesia                                       | PS    | PSD   | CH    | BE   | CDU  | IL   | CDS  | PAN  | Votantes |
| ----------------------------------------------- | ----- | ----- | ----- | ---- | ---- | ---- | ---- | ---- | -------- |
| Freguesia                                       |       |       |       |      |      |      |      |      | Votantes |
| Abrantes e Alferrarede                          | 39,96 | 25,21 | 12,10 | 6,08 | 4,56 | 4,45 | 1,59 | 1,24 | 8 355    |
| Aldeia do Mato e Souto                          | 25,85 | 54,42 | 6,12  | 3,63 | 3,17 | 0,91 | 1,81 | 0,45 | 441      |
| Alvega e Concavada                              | 55,90 | 13,32 | 13,02 | 4,94 | 5,45 | 1,72 | 1,21 | 1,11 | 991      |
| Bemposta                                        | 54,96 | 14,10 | 12,53 | 4,44 | 4,70 | 2,09 | 1,04 | 0,91 | 766      |
| Carvalhal                                       | 45,62 | 29,31 | 10,88 | 5,14 | 2,11 | 0,60 | 1,81 | 0,30 | 331      |
| Fontes                                          | 48,84 | 27,13 | 12,02 | 1,16 | 1,55 | 2,33 | 1,55 | 1,55 | 258      |
| Martinchel                                      | 49,64 | 20,14 | 14,75 | 4,32 | 2,16 | 1,44 | 0,72 | 1,44 | 278      |
| Mouriscas                                       | 49,29 | 18,72 | 8,29  | 5,69 | 7,11 | 2,49 | 2,13 | 0,95 | 844      |
| Pego                                            | 54,35 | 12,02 | 10,36 | 8,11 | 6,84 | 2,15 | 1,17 | 1,08 | 1 023    |
| Rio de Moinhos                                  | 49,16 | 19,81 | 11,40 | 4,30 | 3,74 | 2,80 | 1,87 | 0,37 | 535      |
| São Facundo e Vale das Mós                      | 59,07 | 8,48  | 8,74  | 7,81 | 8,08 | 1,99 | 0,40 | 0,66 | 755      |
| São Miguel do Rio Torto e Rossio ao Sul do Tejo | 51,03 | 17,52 | 13,36 | 5,33 | 5,33 | 2,34 | 0,93 | 0,98 | 2 140    |
| Tramagal                                        | 52,68 | 13,73 | 7,12  | 9,43 | 8,30 | 2,62 | 0,94 | 1,44 | 1 602    |
| Abrantes                                        | 46,18 | 21,04 | 11,32 | 6,10 | 5,24 | 3,20 | 1,37 | 1,11 | 18 319   |

### Alcanena
| Partido                 | Partido                        | Votos  | %               | +/-  |
| ----------------------- | ------------------------------ | ------ | --------------- | ---- |
|                         | Partido Socialista             | 2 586  | 39,52 / 100,00  | 5,19 |
|                         | Partido Social Democrata       | 1 991  | 30,42 / 100,00  | 2,67 |
|                         | CHEGA                          | 558    | 8,53 / 100,00   | 7,78 |
|                         | Coligação Democrática Unitária | 364    | 5,56 / 100,00   | 2,40 |
|                         | Iniciativa Liberal             | 273    | 4,17 / 100,00   | 3,09 |
|                         | Bloco de Esquerda              | 263    | 4,02 / 100,00   | 5,63 |
|                         | CDS – Partido Popular          | 128    | 1,96 / 100,00   | 3,34 |
|                         | Pessoas–Animais–Natureza       | 74     | 1,13 / 100,00   | 0,92 |
|                         | Outros (com menos de 1,00%)    | 145    | 2,22 / 100,00   |      |
| Votos Inválidos         | Votos Inválidos                | 162    | 2,47 / 100,00   | 3,28 |
| Total                   | Total                          | 6 544  | 100,00 / 100,00 |      |
| Eleitorado/Participação | Eleitorado/Participação        | 11 675 | 56,05 / 100,00  | 2,51 |

| Freguesia                       | %     | %     | %     | %    | %    | %    | %    | %    | Votantes |
| Freguesia                       | PS    | PSD   | CH    | CDU  | IL   | BE   | CDS  | PAN  | Votantes |
| ------------------------------- | ----- | ----- | ----- | ---- | ---- | ---- | ---- | ---- | -------- |
| Freguesia                       |       |       |       |      |      |      |      |      | Votantes |
| Alcanena e Vila Moreira         | 40,77 | 27,25 | 7,94  | 8,58 | 3,13 | 4,38 | 2,06 | 1,55 | 2 330    |
| Bugalhos                        | 51,49 | 23,62 | 6,17  | 6,60 | 3,40 | 3,62 | 1,06 | 0,43 | 470      |
| Malhou, Louriceira e Espinheiro | 49,09 | 20,84 | 7,20  | 7,52 | 2,26 | 5,37 | 1,72 | 0,86 | 931      |
| Minde                           | 30,03 | 39,19 | 9,80  | 2,86 | 6,93 | 3,56 | 2,23 | 1,34 | 1 572    |
| Moitas Venda                    | 35,94 | 36,38 | 9,15  | 0,45 | 2,90 | 4,02 | 2,68 | 1,12 | 448      |
| Monsanto                        | 48,06 | 22,09 | 13,59 | 2,91 | 4,61 | 3,16 | 0,24 | 0,49 | 412      |
| Serra de Santo António          | 27,82 | 47,51 | 6,82  | 1,05 | 5,77 | 1,84 | 2,89 | 0,52 | 381      |
| Alcanena                        | 39,52 | 30,42 | 8,53  | 5,56 | 4,17 | 4,02 | 1,96 | 1,13 | 6 544    |

### Almeirim
| Partido                 | Partido                        | Votos  | %               | +/-   |
| ----------------------- | ------------------------------ | ------ | --------------- | ----- |
|                         | Partido Socialista             | 4 820  | 47,99 / 100,00  | 1,44  |
|                         | Partido Social Democrata       | 1 976  | 19,68 / 100,00  | 2,25  |
|                         | CHEGA                          | 1 296  | 12,90 / 100,00  | 10,05 |
|                         | Coligação Democrática Unitária | 579    | 5,77 / 100,00   | 2,36  |
|                         | Bloco de Esquerda              | 390    | 3,88 / 100,00   | 5,71  |
|                         | Iniciativa Liberal             | 382    | 3,80 / 100,00   | 2,94  |
|                         | CDS – Partido Popular          | 128    | 1,27 / 100,00   | 2,47  |
|                         | Outros (com menos de 1,00%)    | 266    | 2,66 / 100,00   |       |
| Votos Inválidos         | Votos Inválidos                | 206    | 2,05 / 100,00   | 2,67  |
| Total                   | Total                          | 10 043 | 100,00 / 100,00 |       |
| Eleitorado/Participação | Eleitorado/Participação        | 19 624 | 51,18 / 100,00  | 2,80  |

| Freguesia            | %     | %     | %     | %     | %    | %    | %    | Votantes |
| Freguesia            | PS    | PSD   | CH    | CDU   | BE   | IL   | CDS  | Votantes |
| -------------------- | ----- | ----- | ----- | ----- | ---- | ---- | ---- | -------- |
| Freguesia            |       |       |       |       |      |      |      | Votantes |
| Almeirim             | 44,88 | 22,17 | 12,52 | 4,89  | 4,36 | 4,89 | 1,31 | 5 503    |
| Benfica do Ribatejo  | 53,91 | 13,17 | 11,70 | 10,83 | 3,88 | 1,39 | 1,24 | 1 367    |
| Fazendas de Almeirim | 50,31 | 18,16 | 14,42 | 5,24  | 3,00 | 3,04 | 1,29 | 2 864    |
| Raposa               | 55,66 | 18,12 | 11,00 | 3,88  | 3,56 | 2,27 | 0,65 | 309      |
| Almeirim             | 47,99 | 19,68 | 12,90 | 5,77  | 3,88 | 3,80 | 1,27 | 10 043   |

### Alpiarça
| Partido                 | Partido                        | Votos | %               | +/-  |
| ----------------------- | ------------------------------ | ----- | --------------- | ---- |
|                         | Partido Socialista             | 1 677 | 45,97 / 100,00  | 9,13 |
|                         | Coligação Democrática Unitária | 730   | 20,01 / 100,00  | 6,11 |
|                         | Partido Social Democrata       | 506   | 13,87 / 100,00  | 2,68 |
|                         | CHEGA                          | 291   | 7,98 / 100,00   | 6,69 |
|                         | Bloco de Esquerda              | 156   | 4,28 / 100,00   | 4,27 |
|                         | Iniciativa Liberal             | 124   | 3,40 / 100,00   | 2,67 |
|                         | Outros (com menos de 1,00%)    | 94    | 2,56 / 100,00   |      |
| Votos Inválidos         | Votos Inválidos                | 70    | 1,92 / 100,00   | 3,14 |
| Total                   | Total                          | 3 648 | 100,00 / 100,00 |      |
| Eleitorado/Participação | Eleitorado/Participação        | 6 266 | 58,22 / 100,00  | 1,22 |

| Freguesia | %     | %     | %     | %    | %    | %    | Votantes |
| Freguesia | PS    | CDU   | PSD   | CH   | BE   | IL   | Votantes |
| --------- | ----- | ----- | ----- | ---- | ---- | ---- | -------- |
| Freguesia |       |       |       |      |      |      | Votantes |
| Alpiarça  | 45,97 | 20,01 | 13,87 | 7,98 | 4,28 | 3,40 | 3 648    |
| Alpiarça  | 45,97 | 20,01 | 13,87 | 7,98 | 4,28 | 3,40 | 3 648    |

### Benavente
| Partido                 | Partido                        | Votos  | %               | +/-   |
| ----------------------- | ------------------------------ | ------ | --------------- | ----- |
|                         | Partido Socialista             | 5 112  | 38,14 / 100,00  | 3,22  |
|                         | Partido Social Democrata       | 2 882  | 21,50 / 100,00  | 1,05  |
|                         | CHEGA                          | 2 097  | 15,65 / 100,00  | 12,56 |
|                         | Coligação Democrática Unitária | 1 119  | 8,35 / 100,00   | 4,30  |
|                         | Iniciativa Liberal             | 647    | 4,83 / 100,00   | 3,80  |
|                         | Bloco de Esquerda              | 574    | 4,28 / 100,00   | 5,71  |
|                         | CDS – Partido Popular          | 224    | 1,67 / 100,00   | 2,44  |
|                         | Pessoas–Animais–Natureza       | 184    | 1,37 / 100,00   | 1,73  |
|                         | LIVRE                          | 153    | 1,14 / 100,00   | 0,05  |
|                         | Outros (com menos de 1,00%)    | 153    | 1,14 / 100,00   |       |
| Votos Inválidos         | Votos Inválidos                | 257    | 1,92 / 100,00   | 2,65  |
| Total                   | Total                          | 13 402 | 100,00 / 100,00 |       |
| Eleitorado/Participação | Eleitorado/Participação        | 24 482 | 54,74 / 100,00  | 5,80  |

| Freguesia      | %     | %     | %     | %     | %    | %    | %    | %    | %    | Votantes |
| Freguesia      | PS    | PSD   | CH    | CDU   | IL   | BE   | CDS  | PAN  | L    | Votantes |
| -------------- | ----- | ----- | ----- | ----- | ---- | ---- | ---- | ---- | ---- | -------- |
| Freguesia      |       |       |       |       |      |      |      |      |      | Votantes |
| Barrosa        | 49,29 | 14,89 | 13,12 | 11,35 | 1,77 | 4,61 | 0,71 | 0,35 | 0,35 | 282      |
| Benavente      | 35,71 | 24,46 | 13,79 | 9,40  | 4,71 | 4,64 | 1,74 | 1,01 | 1,32 | 4 243    |
| Samora Correia | 40,25 | 18,46 | 16,79 | 8,17  | 4,78 | 4,35 | 1,51 | 1,59 | 1,04 | 7 756    |
| Santo Estêvão  | 29,97 | 33,01 | 15,43 | 4,82  | 6,33 | 2,41 | 2,77 | 1,52 | 1,34 | 1 121    |
| Benavente      | 38,14 | 21,50 | 15,65 | 8,35  | 4,83 | 4,28 | 1,67 | 1,37 | 1,14 | 13 402   |

### Cartaxo
| Partido                 | Partido                        | Votos  | %               | +/-  |
| ----------------------- | ------------------------------ | ------ | --------------- | ---- |
|                         | Partido Socialista             | 5 333  | 44,96 / 100,00  | 4,94 |
|                         | Partido Social Democrata       | 2 666  | 22,48 / 100,00  | 3,50 |
|                         | CHEGA                          | 1 273  | 10,73 / 100,00  | 8,22 |
|                         | Coligação Democrática Unitária | 634    | 5,35 / 100,00   | 3,20 |
|                         | Bloco de Esquerda              | 612    | 5,16 / 100,00   | 6,40 |
|                         | Iniciativa Liberal             | 497    | 4,19 / 100,00   | 3,26 |
|                         | Pessoas–Animais–Natureza       | 204    | 1,72 / 100,00   | 1,85 |
|                         | CDS – Partido Popular          | 146    | 1,23 / 100,00   | 1,80 |
|                         | LIVRE                          | 129    | 1,09 / 100,00   | 0,28 |
|                         | Outros (com menos de 1,00%)    | 140    | 1,19 / 100,00   |      |
| Votos Inválidos         | Votos Inválidos                | 227    | 1,92 / 100,00   | 2,66 |
| Total                   | Total                          | 11 861 | 100,00 / 100,00 |      |
| Eleitorado/Participação | Eleitorado/Participação        | 20 649 | 57,44 / 100,00  | 3,67 |

| Freguesia               | %     | %     | %     | %     | %    | %    | %    | %    | %    | Votantes |
| Freguesia               | PS    | PSD   | CH    | CDU   | BE   | IL   | PAN  | CDS  | L    | Votantes |
| ----------------------- | ----- | ----- | ----- | ----- | ---- | ---- | ---- | ---- | ---- | -------- |
| Freguesia               |       |       |       |       |      |      |      |      |      | Votantes |
| Cartaxo e Vale da Pinta | 40,88 | 25,61 | 10,70 | 4,82  | 5,63 | 4,82 | 1,83 | 1,39 | 1,29 | 6 115    |
| Ereira e Lapa           | 49,47 | 19,64 | 8,92  | 6,05  | 6,16 | 3,72 | 1,49 | 0,42 | 1,27 | 942      |
| Pontével                | 49,87 | 17,47 | 11,11 | 5,78  | 5,24 | 3,20 | 1,78 | 1,07 | 0,89 | 2 250    |
| Valada                  | 51,87 | 15,24 | 12,03 | 10,43 | 3,21 | 2,14 | 0,53 | 1,07 | 0,53 | 374      |
| Vale da Pedra           | 47,44 | 18,60 | 12,86 | 7,49  | 3,62 | 2,62 | 1,62 | 1,87 | 0,37 | 801      |
| Vila Chã de Ourique     | 48,66 | 22,92 | 9,93  | 3,84  | 3,70 | 4,79 | 1,67 | 1,02 | 0,94 | 1 379    |
| Cartaxo                 | 44,96 | 22,48 | 10,73 | 5,35  | 5,16 | 4,19 | 1,72 | 1,23 | 1,09 | 11 861   |

### Chamusca
| Partido                 | Partido                        | Votos | %               | +/-   |
| ----------------------- | ------------------------------ | ----- | --------------- | ----- |
|                         | Partido Socialista             | 2 066 | 46,99 / 100,00  | 1,08  |
|                         | Partido Social Democrata       | 832   | 18,92 / 100,00  | 3,33  |
|                         | CHEGA                          | 528   | 12,01 / 100,00  | 10,54 |
|                         | Coligação Democrática Unitária | 452   | 10,28 / 100,00  | 3,80  |
|                         | Bloco de Esquerda              | 151   | 3,43 / 100,00   | 4,52  |
|                         | Iniciativa Liberal             | 101   | 2,30 / 100,00   | 1,84  |
|                         | CDS – Partido Popular          | 94    | 2,14 / 100,00   | 1,46  |
|                         | Outros (com menos de 1,00%)    | 102   | 2,31 / 100,00   |       |
| Votos Inválidos         | Votos Inválidos                | 71    | 1,61 / 100,00   | 2,49  |
| Total                   | Total                          | 4 397 | 100,00 / 100,00 |       |
| Eleitorado/Participação | Eleitorado/Participação        | 7 641 | 57,54 / 100,00  | 2,32  |

| Freguesia                  | %     | %     | %     | %     | %    | %    | %    | Votantes |
| Freguesia                  | PS    | PSD   | CH    | CDU   | BE   | IL   | CDS  | Votantes |
| -------------------------- | ----- | ----- | ----- | ----- | ---- | ---- | ---- | -------- |
| Freguesia                  |       |       |       |       |      |      |      | Votantes |
| Carregueira                | 46,77 | 14,52 | 15,21 | 8,87  | 5,07 | 3,11 | 1,38 | 868      |
| Chamusca e Pinheiro Grande | 41,22 | 21,33 | 12,52 | 11,03 | 3,76 | 2,99 | 3,35 | 1 941    |
| Parreira e Chouto          | 53,35 | 21,30 | 13,38 | 3,87  | 1,06 | 0,53 | 1,76 | 568      |
| Ulme                       | 58,70 | 20,65 | 9,24  | 5,62  | 1,99 | 0,91 | 0,18 | 552      |
| Vale de Cavalos            | 49,79 | 12,18 | 5,56  | 23,08 | 3,63 | 1,71 | 1,28 | 468      |
| Chamusca                   | 46,99 | 18,92 | 12,01 | 10,28 | 3,43 | 2,30 | 2,14 | 4 397    |

### Constância
| Partido                 | Partido                        | Votos | %               | +/-   |
| ----------------------- | ------------------------------ | ----- | --------------- | ----- |
|                         | Partido Socialista             | 961   | 45,50 / 100,00  | 0,56  |
|                         | Partido Social Democrata       | 327   | 15,48 / 100,00  | 2,41  |
|                         | CHEGA                          | 312   | 14,77 / 100,00  | 11,46 |
|                         | Coligação Democrática Unitária | 211   | 9,99 / 100,00   | 1,21  |
|                         | Bloco de Esquerda              | 73    | 3,46 / 100,00   | 6,21  |
|                         | Iniciativa Liberal             | 67    | 3,17 / 100,00   | 2,87  |
|                         | CDS – Partido Popular          | 42    | 1,99 / 100,00   | 1,71  |
|                         | Pessoas–Animais–Natureza       | 29    | 1,37 / 100,00   | 1,29  |
|                         | LIVRE                          | 22    | 1,04 / 100,00   | 0,24  |
|                         | Outros (com menos de 1,00%)    | 18    | 0,85 / 100,00   |       |
| Votos Inválidos         | Votos Inválidos                | 50    | 2,37 / 100,00   | 2,76  |
| Total                   | Total                          | 2 112 | 100,00 / 100,00 |       |
| Eleitorado/Participação | Eleitorado/Participação        | 3 314 | 63,73 / 100,00  | 2,90  |

| Freguesia                  | %     | %     | %     | %     | %    | %    | %    | %    | %    | Votantes |
| Freguesia                  | PS    | PSD   | CH    | CDU   | BE   | IL   | CDS  | PAN  | L    | Votantes |
| -------------------------- | ----- | ----- | ----- | ----- | ---- | ---- | ---- | ---- | ---- | -------- |
| Freguesia                  |       |       |       |       |      |      |      |      |      | Votantes |
| Constância                 | 35,71 | 20,68 | 15,04 | 9,77  | 4,89 | 4,14 | 3,95 | 2,26 | 1,13 | 532      |
| Montalvo                   | 48,74 | 15,90 | 14,41 | 9,21  | 2,38 | 2,82 | 1,49 | 1,34 | 0,74 | 673      |
| Santa Margarida da Coutada | 48,84 | 12,13 | 14,88 | 10,69 | 3,42 | 2,87 | 1,21 | 0,88 | 1,21 | 907      |
| Constância                 | 45,50 | 15,48 | 14,77 | 9,99  | 3,46 | 3,17 | 1,99 | 1,37 | 1,04 | 2 112    |

### Coruche
| Partido                 | Partido                        | Votos  | %               | +/-  |
| ----------------------- | ------------------------------ | ------ | --------------- | ---- |
|                         | Partido Socialista             | 4 244  | 47,65 / 100,00  | 4,22 |
|                         | Partido Social Democrata       | 1 749  | 19,64 / 100,00  | 3,37 |
|                         | Coligação Democrática Unitária | 1 063  | 11,94 / 100,00  | 4,77 |
|                         | CHEGA                          | 912    | 10,24 / 100,00  | 8,82 |
|                         | Bloco de Esquerda              | 262    | 2,94 / 100,00   | 4,99 |
|                         | Iniciativa Liberal             | 203    | 2,28 / 100,00   | 1,58 |
|                         | CDS – Partido Popular          | 131    | 1,47 / 100,00   | 3,12 |
|                         | Outros (com menos de 1,00%)    | 195    | 2,19 / 100,00   |      |
| Votos Inválidos         | Votos Inválidos                | 147    | 1,65 / 100,00   | 1,89 |
| Total                   | Total                          | 8 906  | 100,00 / 100,00 |      |
| Eleitorado/Participação | Eleitorado/Participação        | 15 813 | 56,32 / 100,00  | 3,71 |

| Freguesia               | %     | %     | %     | %     | %    | %    | %    | Votantes |
| Freguesia               | PS    | PSD   | CDU   | CH    | BE   | IL   | CDS  | Votantes |
| ----------------------- | ----- | ----- | ----- | ----- | ---- | ---- | ---- | -------- |
| Freguesia               |       |       |       |       |      |      |      | Votantes |
| Biscainho               | 43,04 | 30,00 | 5,00  | 14,57 | 1,74 | 2,17 | 1,30 | 460      |
| Branca                  | 52,64 | 19,80 | 6,77  | 9,41  | 1,98 | 1,98 | 1,98 | 606      |
| Coruche, Fajarda e Erra | 46,59 | 21,65 | 8,12  | 11,38 | 3,51 | 2,87 | 1,65 | 5 334    |
| Couço                   | 43,09 | 8,74  | 36,93 | 5,02  | 2,20 | 0,84 | 0,61 | 1 316    |
| Santana do Mato         | 49,02 | 22,13 | 8,68  | 11,71 | 1,52 | 1,74 | 1,08 | 461      |
| São José da Lamarosa    | 61,59 | 16,32 | 5,49  | 8,37  | 2,61 | 1,23 | 1,65 | 729      |
| Coruche                 | 47,65 | 19,64 | 11,94 | 10,24 | 2,94 | 2,28 | 1,47 | 8 906    |

### Entroncamento
| Partido                 | Partido                        | Votos  | %               | +/-   |
| ----------------------- | ------------------------------ | ------ | --------------- | ----- |
|                         | Partido Socialista             | 4 144  | 40,78 / 100,00  | 3,70  |
|                         | Partido Social Democrata       | 2 366  | 23,28 / 100,00  | 3,10  |
|                         | CHEGA                          | 1 364  | 13,42 / 100,00  | 10,07 |
|                         | Bloco de Esquerda              | 625    | 6,15 / 100,00   | 7,81  |
|                         | Iniciativa Liberal             | 507    | 4,99 / 100,00   | 3,82  |
|                         | Coligação Democrática Unitária | 461    | 4,54 / 100,00   | 2,24  |
|                         | CDS – Partido Popular          | 153    | 1,51 / 100,00   | 2,17  |
|                         | Pessoas–Animais–Natureza       | 134    | 1,32 / 100,00   | 2,05  |
|                         | LIVRE                          | 112    | 1,10 / 100,00   | 0,01  |
|                         | Outros (com menos de 1,00%)    | 101    | 1,00 / 100,00   |       |
| Votos Inválidos         | Votos Inválidos                | 195    | 1,92 / 100,00   | 3,04  |
| Total                   | Total                          | 10 162 | 100,00 / 100,00 |       |
| Eleitorado/Participação | Eleitorado/Participação        | 16 998 | 59,78 / 100,00  | 3,64  |

| Freguesia               | %     | %     | %     | %    | %    | %    | %    | %    | %    | Votantes |
| Freguesia               | PS    | PSD   | CH    | BE   | IL   | CDU  | CDS  | PAN  | L    | Votantes |
| ----------------------- | ----- | ----- | ----- | ---- | ---- | ---- | ---- | ---- | ---- | -------- |
| Freguesia               |       |       |       |      |      |      |      |      |      | Votantes |
| Nossa Senhora de Fátima | 37,95 | 24,69 | 15,09 | 6,00 | 5,30 | 4,00 | 1,49 | 1,22 | 1,12 | 6 229    |
| São João Batista        | 45,26 | 21,05 | 10,78 | 6,38 | 4,50 | 5,39 | 1,53 | 1,47 | 1,07 | 3 933    |
| Entroncamento           | 40,78 | 23,28 | 13,42 | 6,15 | 4,99 | 4,54 | 1,51 | 1,32 | 1,10 | 10 162   |

### Ferreira do Zêzere
| Partido                 | Partido                        | Votos | %               | +/-  |
| ----------------------- | ------------------------------ | ----- | --------------- | ---- |
|                         | Partido Socialista             | 1 869 | 43,12 / 100,00  | 7,60 |
|                         | Partido Social Democrata       | 1 424 | 32,86 / 100,00  | 1,51 |
|                         | CHEGA                          | 344   | 7,94 / 100,00   | 6,69 |
|                         | Iniciativa Liberal             | 142   | 3,28 / 100,00   | 2,42 |
|                         | Bloco de Esquerda              | 110   | 2,54 / 100,00   | 5,10 |
|                         | CDS – Partido Popular          | 90    | 2,08 / 100,00   | 3,88 |
|                         | Coligação Democrática Unitária | 71    | 1,64 / 100,00   | 0,67 |
|                         | Pessoas–Animais–Natureza       | 62    | 1,43 / 100,00   | 1,11 |
|                         | Outros (com menos de 1,00%)    | 96    | 2,22 / 100,00   |      |
| Votos Inválidos         | Votos Inválidos                | 126   | 2,91 / 100,00   | 2,57 |
| Total                   | Total                          | 4 334 | 100,00 / 100,00 |      |
| Eleitorado/Participação | Eleitorado/Participação        | 6 903 | 62,78 / 100,00  | 0,71 |

| Freguesia               | %     | %     | %     | %    | %    | %    | %    | %    | Votantes |
| Freguesia               | PS    | PSD   | CH    | IL   | BE   | CDS  | CDU  | PAN  | Votantes |
| ----------------------- | ----- | ----- | ----- | ---- | ---- | ---- | ---- | ---- | -------- |
| Freguesia               |       |       |       |      |      |      |      |      | Votantes |
| Águas Belas             | 50,38 | 28,53 | 7,13  | 2,73 | 2,28 | 2,28 | 1,52 | 1,67 | 659      |
| Areias e Pias           | 37,63 | 40,71 | 5,21  | 2,72 | 2,13 | 2,72 | 2,13 | 1,42 | 845      |
| Beco                    | 43,14 | 33,42 | 10,47 | 2,00 | 2,24 | 1,00 | 1,25 | 0,75 | 401      |
| Chãos                   | 36,55 | 39,50 | 10,50 | 2,10 | 1,68 | 2,94 | 2,10 | 0,84 | 238      |
| Ferreira do Zêzere      | 43,09 | 28,89 | 8,32  | 4,95 | 3,22 | 1,96 | 1,81 | 1,81 | 1 274    |
| Igreja Nova do Sobral   | 42,86 | 31,00 | 12,16 | 2,74 | 3,04 | 1,22 | 0,61 | 1,52 | 329      |
| Nossa Senhora do Pranto | 45,75 | 32,99 | 6,80  | 2,72 | 2,21 | 2,04 | 1,36 | 1,02 | 588      |
| Ferreira do Zêzere      | 43,12 | 32,86 | 7,94  | 3,28 | 2,54 | 2,08 | 1,64 | 1,43 | 4 334    |

### Golegã
| Partido                 | Partido                        | Votos | %               | +/-  |
| ----------------------- | ------------------------------ | ----- | --------------- | ---- |
|                         | Partido Socialista             | 1 270 | 45,47 / 100,00  | 4,85 |
|                         | Partido Social Democrata       | 618   | 22,13 / 100,00  | 3,74 |
|                         | CHEGA                          | 313   | 11,21 / 100,00  | 9,67 |
|                         | Coligação Democrática Unitária | 240   | 8,59 / 100,00   | 4,07 |
|                         | Bloco de Esquerda              | 110   | 3,94 / 100,00   | 4,95 |
|                         | Iniciativa Liberal             | 68    | 2,43 / 100,00   | 1,60 |
|                         | CDS – Partido Popular          | 66    | 2,36 / 100,00   | 4,35 |
|                         | Outros (com menos de 1,00%)    | 68    | 2,43 / 100,00   |      |
| Votos Inválidos         | Votos Inválidos                | 40    | 1,43 / 100,00   | 2,15 |
| Total                   | Total                          | 2 793 | 100,00 / 100,00 |      |
| Eleitorado/Participação | Eleitorado/Participação        | 4 844 | 57,66 / 100,00  | 4,05 |

| Freguesia  | %     | %     | %     | %     | %    | %    | %    | Votantes |
| Freguesia  | PS    | PSD   | CH    | CDU   | BE   | IL   | CDS  | Votantes |
| ---------- | ----- | ----- | ----- | ----- | ---- | ---- | ---- | -------- |
| Freguesia  |       |       |       |       |      |      |      | Votantes |
| Azinhaga   | 52,58 | 14,30 | 8,48  | 14,30 | 4,24 | 1,19 | 1,59 | 755      |
| Golegã     | 41,50 | 25,99 | 12,94 | 5,65  | 3,73 | 3,07 | 2,80 | 1 824    |
| Pombalinho | 54,21 | 16,82 | 6,07  | 13,55 | 4,67 | 1,40 | 1,40 | 214      |
| Golegã     | 45,47 | 22,13 | 11,21 | 8,59  | 3,94 | 2,43 | 2,36 | 2 793    |

### Mação
| Partido                 | Partido                        | Votos | %               | +/-  |
| ----------------------- | ------------------------------ | ----- | --------------- | ---- |
|                         | Partido Socialista             | 1 550 | 40,18 / 100,00  | 3,64 |
|                         | Partido Social Democrata       | 1 342 | 34,78 / 100,00  | 3,28 |
|                         | CHEGA                          | 342   | 8,86 / 100,00   | 7,74 |
|                         | Bloco de Esquerda              | 153   | 3,97 / 100,00   | 3,56 |
|                         | Coligação Democrática Unitária | 125   | 3,24 / 100,00   | 0,16 |
|                         | Iniciativa Liberal             | 70    | 1,81 / 100,00   | 1,56 |
|                         | CDS – Partido Popular          | 68    | 1,76 / 100,00   | 1,89 |
|                         | Outros (com menos de 1,00%)    | 104   | 2,70 / 100,00   |      |
| Votos Inválidos         | Votos Inválidos                | 104   | 2,70 / 100,00   | 2,28 |
| Total                   | Total                          | 3 858 | 100,00 / 100,00 |      |
| Eleitorado/Participação | Eleitorado/Participação        | 5 853 | 65,91 / 100,00  | 0,85 |

| Freguesia                      | %     | %     | %     | %    | %    | %    | %    | Votantes |
| Freguesia                      | PS    | PSD   | CH    | BE   | CDU  | IL   | CDS  | Votantes |
| ------------------------------ | ----- | ----- | ----- | ---- | ---- | ---- | ---- | -------- |
| Freguesia                      |       |       |       |      |      |      |      | Votantes |
| Amêndoa                        | 41,79 | 41,79 | 6,72  | 2,24 | 1,87 | 2,24 | 1,87 | 268      |
| Cardigos                       | 24,78 | 50,26 | 11,79 | 2,60 | 1,04 | 2,08 | 3,12 | 577      |
| Carvoeiro                      | 37,09 | 42,05 | 8,28  | 1,99 | 0,66 | 0,99 | 1,99 | 302      |
| Envendos                       | 49,37 | 32,28 | 5,27  | 3,16 | 3,59 | 0,63 | 1,27 | 474      |
| Mação, Penhascoso e Aboboreira | 41,24 | 30,06 | 9,18  | 5,14 | 4,09 | 2,36 | 1,52 | 1 906    |
| Ortiga                         | 49,24 | 26,28 | 9,37  | 3,93 | 5,14 | 0,30 | 1,21 | 331      |
| Mação                          | 40,18 | 34,78 | 8,86  | 3,97 | 3,24 | 1,81 | 1,76 | 3 858    |

### Ourém
| Partido                 | Partido                        | Votos  | %               | +/-  |
| ----------------------- | ------------------------------ | ------ | --------------- | ---- |
|                         | Partido Social Democrata       | 10 995 | 47,16 / 100,00  | 0,77 |
|                         | Partido Socialista             | 5 699  | 24,45 / 100,00  | 2,63 |
|                         | CHEGA                          | 2 302  | 9,87 / 100,00   | 8,94 |
|                         | Iniciativa Liberal             | 997    | 4,28 / 100,00   | 3,60 |
|                         | CDS – Partido Popular          | 841    | 3,61 / 100,00   | 5,35 |
|                         | Bloco de Esquerda              | 701    | 3,01 / 100,00   | 3,18 |
|                         | Coligação Democrática Unitária | 347    | 1,49 / 100,00   | 0,27 |
|                         | Pessoas–Animais–Natureza       | 266    | 1,14 / 100,00   | 1,35 |
|                         | Outros (com menos de 1,00%)    | 506    | 2,18 / 100,00   |      |
| Votos Inválidos         | Votos Inválidos                | 658    | 2,82 / 100,00   | 3,53 |
| Total                   | Total                          | 23 312 | 100,00 / 100,00 |      |
| Eleitorado/Participação | Eleitorado/Participação        | 40 778 | 57,17 / 100,00  | 2,94 |

| Freguesia                                 | %     | %     | %     | %    | %    | %    | %    | %    | Votantes |
| Freguesia                                 | PSD   | PS    | CH    | IL   | CDS  | BE   | CDU  | PAN  | Votantes |
| ----------------------------------------- | ----- | ----- | ----- | ---- | ---- | ---- | ---- | ---- | -------- |
| Freguesia                                 |       |       |       |      |      |      |      |      | Votantes |
| Alburitel                                 | 35,91 | 37,95 | 7,72  | 3,46 | 1,89 | 4,72 | 1,42 | 1,57 | 635      |
| Atouguia                                  | 48,68 | 24,94 | 8,50  | 4,49 | 3,21 | 2,49 | 2,33 | 1,04 | 1 247    |
| Caxarias                                  | 38,71 | 37,56 | 9,41  | 3,46 | 1,73 | 2,79 | 1,34 | 0,58 | 1 041    |
| Espite                                    | 41,36 | 28,18 | 10,68 | 2,05 | 4,32 | 3,41 | 1,14 | 1,14 | 440      |
| Fátima                                    | 51,37 | 18,28 | 9,87  | 5,83 | 4,92 | 2,80 | 1,06 | 1,08 | 6 401    |
| Freixianda, Ribeira do Fárrio e Formigais | 56,36 | 16,18 | 13,41 | 2,72 | 3,41 | 1,39 | 1,10 | 0,75 | 1 730    |
| Gondemaria e Olival                       | 47,80 | 25,57 | 10,26 | 3,59 | 3,34 | 2,77 | 0,82 | 0,57 | 1 588    |
| Matas e Cercal                            | 50,49 | 20,18 | 8,66  | 4,92 | 5,41 | 2,17 | 0,69 | 1,57 | 1 016    |
| Nossa Senhora da Piedade                  | 37,19 | 33,24 | 9,91  | 4,01 | 2,47 | 4,15 | 3,02 | 1,19 | 3 442    |
| Nossa Senhora das Misericórdias           | 50,91 | 20,87 | 9,26  | 4,55 | 2,87 | 2,72 | 1,57 | 1,79 | 2 679    |
| Rio de Couros e Casal dos Bernardos       | 53,94 | 20,98 | 10,53 | 2,42 | 3,64 | 3,41 | 0,38 | 0,91 | 1 320    |
| Seiça                                     | 32,19 | 40,36 | 8,98  | 3,23 | 2,22 | 4,04 | 1,92 | 1,82 | 991      |
| Urqueira                                  | 46,68 | 24,42 | 8,95  | 2,94 | 4,86 | 3,32 | 1,66 | 0,77 | 782      |
| Ourém                                     | 47,16 | 24,45 | 9,87  | 4,28 | 3,61 | 3,01 | 1,49 | 1,14 | 23 312   |

### Rio Maior
| Partido                 | Partido                        | Votos  | %               | +/-  |
| ----------------------- | ------------------------------ | ------ | --------------- | ---- |
|                         | Partido Socialista             | 3 907  | 37,98 / 100,00  | 4,89 |
|                         | Partido Social Democrata       | 3 582  | 34,82 / 100,00  | 1,28 |
|                         | CHEGA                          | 1 020  | 9,92 / 100,00   | 8,28 |
|                         | Iniciativa Liberal             | 349    | 3,39 / 100,00   | 2,64 |
|                         | Bloco de Esquerda              | 344    | 3,34 / 100,00   | 4,52 |
|                         | Coligação Democrática Unitária | 297    | 2,89 / 100,00   | 0,81 |
|                         | CDS – Partido Popular          | 252    | 2,45 / 100,00   | 2,71 |
|                         | Outros (com menos de 1,00%)    | 280    | 2,72 / 100,00   |      |
| Votos Inválidos         | Votos Inválidos                | 255    | 2,48 / 100,00   | 2,36 |
| Total                   | Total                          | 10 286 | 100,00 / 100,00 |      |
| Eleitorado/Participação | Eleitorado/Participação        | 17 734 | 58,00 / 100,00  | 2,35 |

| Freguesia                                 | %     | %     | %     | %    | %    | %    | %    | Votantes |
| Freguesia                                 | PS    | PSD   | CH    | IL   | BE   | CDU  | CDS  | Votantes |
| ----------------------------------------- | ----- | ----- | ----- | ---- | ---- | ---- | ---- | -------- |
| Freguesia                                 |       |       |       |      |      |      |      | Votantes |
| Alcobertas                                | 23,12 | 49,60 | 11,26 | 3,26 | 2,08 | 2,08 | 3,85 | 1 012    |
| Arrouquelas                               | 48,31 | 27,25 | 6,18  | 1,69 | 6,18 | 3,93 | 1,12 | 356      |
| Asseiceira                                | 43,58 | 27,17 | 9,81  | 2,08 | 4,91 | 3,96 | 2,64 | 530      |
| Azambujeira e Malaqueijo                  | 50,12 | 29,28 | 6,70  | 3,47 | 1,74 | 2,98 | 0,74 | 403      |
| Fráguas                                   | 44,63 | 32,00 | 10,11 | 2,11 | 1,05 | 1,89 | 2,32 | 475      |
| Marmeleira e Assentiz                     | 42,02 | 22,48 | 11,34 | 3,78 | 4,83 | 9,87 | 1,05 | 476      |
| Outeiro da Cortiçada e Arruda dos Pisões  | 41,74 | 35,52 | 9,95  | 2,13 | 2,84 | 1,78 | 2,66 | 563      |
| Rio Maior                                 | 37,75 | 34,70 | 9,91  | 4,13 | 3,48 | 2,29 | 2,42 | 5 539    |
| São João da Ribeira e Ribeira de São João | 35,35 | 34,20 | 11,26 | 1,15 | 3,75 | 4,76 | 3,03 | 693      |
| São Sebastião                             | 35,56 | 43,10 | 8,37  | 3,35 | 2,09 | 1,26 | 2,51 | 239      |
| Rio Maior                                 | 37,98 | 34,82 | 9,92  | 3,39 | 3,34 | 2,89 | 2,45 | 10 286   |

### Salvaterra de Magos
| Partido                 | Partido                        | Votos  | %               | +/-   |
| ----------------------- | ------------------------------ | ------ | --------------- | ----- |
|                         | Partido Socialista             | 4 361  | 44,79 / 100,00  | 2,81  |
|                         | Partido Social Democrata       | 1 752  | 17,99 / 100,00  | 1,24  |
|                         | CHEGA                          | 1 391  | 14,29 / 100,00  | 12,53 |
|                         | Coligação Democrática Unitária | 634    | 6,51 / 100,00   | 3,05  |
|                         | Bloco de Esquerda              | 544    | 5,59 / 100,00   | 5,75  |
|                         | Iniciativa Liberal             | 370    | 3,80 / 100,00   | 2,96  |
|                         | CDS – Partido Popular          | 147    | 1,51 / 100,00   | 2,60  |
|                         | Pessoas–Animais–Natureza       | 119    | 1,22 / 100,00   | 1,93  |
|                         | Outros (com menos de 1,00%)    | 176    | 1,79 / 100,00   |       |
| Votos Inválidos         | Votos Inválidos                | 243    | 2,49 / 100,00   | 2,59  |
| Total                   | Total                          | 9 737  | 100,00 / 100,00 |       |
| Eleitorado/Participação | Eleitorado/Participação        | 19 119 | 50,93 / 100,00  | 5,69  |

| Freguesia                                 | %     | %     | %     | %     | %    | %    | %    | %    | Votantes |
| Freguesia                                 | PS    | PSD   | CH    | CDU   | BE   | IL   | CDS  | PAN  | Votantes |
| ----------------------------------------- | ----- | ----- | ----- | ----- | ---- | ---- | ---- | ---- | -------- |
| Freguesia                                 |       |       |       |       |      |      |      |      | Votantes |
| Glória do Ribatejo e Granho               | 54,04 | 8,26  | 11,85 | 10,41 | 7,60 | 1,56 | 0,60 | 1,38 | 1 671    |
| Marinhais                                 | 43,22 | 20,59 | 13,91 | 4,81  | 6,17 | 3,54 | 1,50 | 1,47 | 2 934    |
| Muge                                      | 62,07 | 12,76 | 10,17 | 3,62  | 5,17 | 2,41 | 1,38 | 0,17 | 580      |
| Salvaterra de Magos e Foros de Salvaterra | 40,20 | 20,56 | 15,95 | 6,55  | 4,53 | 4,96 | 1,87 | 1,14 | 4 552    |
| Salvaterra de Magos                       | 44,79 | 17,99 | 14,29 | 6,51  | 5,59 | 3,80 | 1,51 | 1,22 | 9 737    |

### Santarém
| Partido                 | Partido                        | Votos  | %               | +/-  |
| ----------------------- | ------------------------------ | ------ | --------------- | ---- |
|                         | Partido Socialista             | 12 608 | 41,26 / 100,00  | 3,55 |
|                         | Partido Social Democrata       | 8 697  | 28,46 / 100,00  | 2,79 |
|                         | CHEGA                          | 3 154  | 10,32 / 100,00  | 7,50 |
|                         | Coligação Democrática Unitária | 1 484  | 4,86 / 100,00   | 2,16 |
|                         | Iniciativa Liberal             | 1 355  | 4,43 / 100,00   | 3,52 |
|                         | Bloco de Esquerda              | 1 314  | 4,30 / 100,00   | 5,40 |
|                         | CDS – Partido Popular          | 543    | 1,78 / 100,00   | 3,12 |
|                         | Pessoas–Animais–Natureza       | 343    | 1,12 / 100,00   | 1,43 |
|                         | Outros (com menos de 1,00%)    | 502    | 1,64 / 100,00   |      |
| Votos Inválidos         | Votos Inválidos                | 556    | 1,82 / 100,00   | 2,30 |
| Total                   | Total                          | 30 556 | 100,00 / 100,00 |      |
| Eleitorado/Participação | Eleitorado/Participação        | 50 890 | 60,04 / 100,00  | 3,95 |

| Freguesia                                  | %     | %     | %     | %     | %    | %    | %    | %    | Votantes |
| Freguesia                                  | PS    | PSD   | CH    | CDU   | IL   | BE   | CDS  | PAN  | Votantes |
| ------------------------------------------ | ----- | ----- | ----- | ----- | ---- | ---- | ---- | ---- | -------- |
| Freguesia                                  |       |       |       |       |      |      |      |      | Votantes |
| Abitureiras                                | 46,70 | 27,87 | 12,05 | 1,51  | 3,77 | 2,26 | 2,26 | 0,94 | 531      |
| Abrã                                       | 42,83 | 33,02 | 8,11  | 2,45  | 2,83 | 3,96 | 2,26 | 0    | 530      |
| Achete, Azoia de Baixo e Póvoa de Santarém | 42,82 | 28,52 | 10,32 | 4,13  | 4,64 | 3,46 | 1,18 | 1,18 | 1 357    |
| Alcanede                                   | 33,98 | 41,26 | 9,87  | 1,93  | 3,15 | 3,01 | 2,77 | 0,66 | 2 128    |
| Alcanhões                                  | 45,01 | 18,11 | 12,52 | 13,18 | 2,53 | 2,00 | 1,86 | 1,20 | 751      |
| Almoster                                   | 50,06 | 17,62 | 10,62 | 8,75  | 4,08 | 3,27 | 1,52 | 0,35 | 857      |
| Amiais de Baixo                            | 50,43 | 26,14 | 5,31  | 4,88  | 3,04 | 3,90 | 1,95 | 0,98 | 922      |
| Arneiro das Milhariças                     | 50,71 | 26,42 | 7,31  | 5,42  | 1,42 | 3,30 | 1,18 | 0,71 | 424      |
| Azoia de Cima e Tremês                     | 49,11 | 24,91 | 9,66  | 3,63  | 3,72 | 3,46 | 1,15 | 1,60 | 1 128    |
| Casével e Vaqueiros                        | 44,83 | 26,83 | 8,00  | 4,67  | 4,17 | 4,50 | 2,00 | 0,67 | 600      |
| Cidade de Santarém                         | 37,84 | 29,98 | 10,64 | 4,19  | 4,97 | 5,56 | 1,81 | 1,37 | 15 162   |
| Gançaria                                   | 30,11 | 44,09 | 9,68  | 2,51  | 2,87 | 1,79 | 5,02 | 0,72 | 279      |
| Moçarria                                   | 51,75 | 20,87 | 9,52  | 5,34  | 3,34 | 5,51 | 1,50 | 0,50 | 599      |
| Pernes                                     | 46,56 | 25,29 | 6,23  | 11,93 | 2,72 | 3,76 | 0,91 | 0,26 | 771      |
| Póvoa da Isenta                            | 46,55 | 20,18 | 10,55 | 9,09  | 4,00 | 3,82 | 0,91 | 1,45 | 550      |
| Romeira e Várzea                           | 40,97 | 29,17 | 12,64 | 3,35  | 4,95 | 3,35 | 1,45 | 0,91 | 1 313    |
| São Vicente do Paul e Vale de Figueira     | 47,86 | 20,37 | 10,35 | 8,08  | 2,59 | 4,20 | 1,70 | 0,81 | 1 237    |
| Vale de Santarém                           | 48,20 | 20,61 | 12,56 | 6,70  | 2,82 | 4,09 | 1,34 | 1,27 | 1 417    |
| Santarém                                   | 41,26 | 28,46 | 10,32 | 4,86  | 4,43 | 4,30 | 1,78 | 1,12 | 30 556   |

### Sardoal
| Partido                 | Partido                        | Votos | %               | +/-  |
| ----------------------- | ------------------------------ | ----- | --------------- | ---- |
|                         | Partido Socialista             | 869   | 40,16 / 100,00  | 4,45 |
|                         | Partido Social Democrata       | 676   | 31,24 / 100,00  | 2,71 |
|                         | CHEGA                          | 218   | 10,07 / 100,00  | 8,83 |
|                         | Bloco de Esquerda              | 90    | 4,16 / 100,00   | 6,55 |
|                         | Coligação Democrática Unitária | 73    | 3,37 / 100,00   | 0,80 |
|                         | Pessoas–Animais–Natureza       | 52    | 2,40 / 100,00   | 1,54 |
|                         | Iniciativa Liberal             | 47    | 2,17 / 100,00   | 1,71 |
|                         | CDS – Partido Popular          | 40    | 1,85 / 100,00   | 2,59 |
|                         | Outros (com menos de 1,00%)    | 44    | 2,03 / 100,00   |      |
| Votos Inválidos         | Votos Inválidos                | 55    | 2,55 / 100,00   | 2,25 |
| Total                   | Total                          | 2 164 | 100,00 / 100,00 |      |
| Eleitorado/Participação | Eleitorado/Participação        | 3 199 | 67,65 / 100,00  | 0,74 |

| Freguesia              | %     | %     | %     | %    | %    | %    | %    | %    | Votantes |
| Freguesia              | PS    | PSD   | CH    | BE   | CDU  | PAN  | IL   | CDS  | Votantes |
| ---------------------- | ----- | ----- | ----- | ---- | ---- | ---- | ---- | ---- | -------- |
| Freguesia              |       |       |       |      |      |      |      |      | Votantes |
| Alcaravela             | 34,84 | 40,78 | 9,22  | 3,07 | 2,05 | 0,41 | 1,43 | 3,89 | 468      |
| Santiago de Montalegre | 35,90 | 33,33 | 10,90 | 5,13 | 3,21 | 1,92 | 0,64 | 0,64 | 156      |
| Sardoal                | 42,55 | 27,57 | 10,45 | 4,61 | 3,61 | 3,00 | 2,61 | 1,15 | 1 302    |
| Valhascos              | 40,83 | 30,28 | 9,17  | 3,21 | 5,05 | 3,67 | 2,29 | 2,29 | 218      |
| Sardoal                | 40,16 | 31,24 | 10,07 | 4,16 | 3,37 | 2,40 | 2,17 | 1,85 | 2 164    |

### Tomar
| Partido                 | Partido                        | Votos  | %               | +/-  |
| ----------------------- | ------------------------------ | ------ | --------------- | ---- |
|                         | Partido Socialista             | 8 240  | 42,61 / 100,00  | 4,38 |
|                         | Partido Social Democrata       | 5 357  | 27,70 / 100,00  | 0,66 |
|                         | CHEGA                          | 1 906  | 9,86 / 100,00   | 8,23 |
|                         | Bloco de Esquerda              | 990    | 5,12 / 100,00   | 5,83 |
|                         | Coligação Democrática Unitária | 697    | 3,60 / 100,00   | 1,25 |
|                         | Iniciativa Liberal             | 615    | 3,18 / 100,00   | 2,67 |
|                         | CDS – Partido Popular          | 390    | 2,02 / 100,00   | 2,33 |
|                         | Pessoas–Animais–Natureza       | 246    | 1,27 / 100,00   | 1,39 |
|                         | LIVRE                          | 213    | 1,10 / 100,00   | 0,31 |
|                         | Outros (com menos de 1,00%)    | 217    | 1,12 / 100,00   |      |
| Votos Inválidos         | Votos Inválidos                | 466    | 2,40 / 100,00   | 2,76 |
| Total                   | Total                          | 19 337 | 100,00 / 100,00 |      |
| Eleitorado/Participação | Eleitorado/Participação        | 33 705 | 57,37 / 100,00  | 2,46 |

| Freguesia                                   | %     | %     | %     | %    | %    | %    | %    | %    | %    | Votantes |
| Freguesia                                   | PS    | PSD   | CH    | BE   | CDU  | IL   | CDS  | PAN  | L    | Votantes |
| ------------------------------------------- | ----- | ----- | ----- | ---- | ---- | ---- | ---- | ---- | ---- | -------- |
| Freguesia                                   |       |       |       |      |      |      |      |      |      | Votantes |
| Além da Ribeira e Pedreira                  | 48,62 | 26,67 | 6,18  | 3,41 | 4,72 | 3,41 | 0,89 | 1,95 | 0,49 | 615      |
| Asseiceira                                  | 55,57 | 16,42 | 11,00 | 5,87 | 2,90 | 2,38 | 1,04 | 1,04 | 0,37 | 1 346    |
| Carregueiros                                | 45,96 | 23,51 | 10,70 | 5,79 | 4,21 | 2,63 | 1,23 | 1,40 | 0,70 | 570      |
| Casais e Alviobeira                         | 41,77 | 31,47 | 9,56  | 5,39 | 2,25 | 2,39 | 2,12 | 0,61 | 0,55 | 1 465    |
| Madalena e Beselga                          | 46,29 | 22,17 | 11,53 | 6,07 | 4,41 | 2,36 | 1,55 | 1,60 | 1,00 | 1 994    |
| Olalhas                                     | 33,17 | 42,26 | 8,29  | 3,19 | 1,44 | 2,71 | 3,03 | 1,12 | 0,32 | 627      |
| Paialvo                                     | 48,59 | 17,25 | 12,85 | 4,14 | 6,25 | 2,82 | 2,90 | 0,97 | 0,79 | 1 136    |
| Sabacheira                                  | 55,43 | 25,43 | 5,43  | 3,70 | 2,39 | 1,96 | 1,52 | 0,87 | 0,65 | 460      |
| São João Baptista e Santa Maria dos Olivais | 39,71 | 29,23 | 9,28  | 5,64 | 3,80 | 3,80 | 1,94 | 1,47 | 1,59 | 8 792    |
| São Pedro de Tomar                          | 41,47 | 29,30 | 12,02 | 3,98 | 2,63 | 2,78 | 2,70 | 0,60 | 0,98 | 1 331    |
| Serra e Junceira                            | 33,77 | 39,66 | 8,99  | 2,40 | 2,40 | 3,60 | 3,50 | 1,20 | 0,60 | 1 001    |
| Tomar                                       | 42,61 | 27,70 | 9,86  | 5,12 | 3,60 | 3,18 | 2,02 | 1,27 | 1,10 | 19 337   |

### Torres Novas
| Partido                 | Partido                        | Votos  | %               | +/-  |
| ----------------------- | ------------------------------ | ------ | --------------- | ---- |
|                         | Partido Socialista             | 8 354  | 44,81 / 100,00  | 6,23 |
|                         | Partido Social Democrata       | 4 379  | 23,49 / 100,00  | 2,83 |
|                         | CHEGA                          | 1 557  | 8,35 / 100,00   | 6,79 |
|                         | Bloco de Esquerda              | 1 255  | 6,73 / 100,00   | 7,28 |
|                         | Coligação Democrática Unitária | 1 087  | 5,83 / 100,00   | 2,46 |
|                         | Iniciativa Liberal             | 665    | 3,57 / 100,00   | 2,77 |
|                         | CDS – Partido Popular          | 309    | 1,66 / 100,00   | 2,04 |
|                         | Pessoas–Animais–Natureza       | 219    | 1,17 / 100,00   | 1,55 |
|                         | Outros (com menos de 1,00%)    | 360    | 1,94 / 100,00   |      |
| Votos Inválidos         | Votos Inválidos                | 459    | 2,46 / 100,00   | 2,43 |
| Total                   | Total                          | 18 644 | 100,00 / 100,00 |      |
| Eleitorado/Participação | Eleitorado/Participação        | 30 774 | 60,58 / 100,00  | 3,83 |

| Freguesia                                   | %     | %     | %     | %    | %    | %    | %    | %    | Votantes |
| Freguesia                                   | PS    | PSD   | CH    | BE   | CDU  | IL   | CDS  | PAN  | Votantes |
| ------------------------------------------- | ----- | ----- | ----- | ---- | ---- | ---- | ---- | ---- | -------- |
| Freguesia                                   |       |       |       |      |      |      |      |      | Votantes |
| Assentiz                                    | 46,70 | 27,18 | 8,54  | 5,92 | 3,12 | 2,06 | 1,50 | 0,62 | 1 604    |
| Brogueira, Parceiros de Igreja e Alcorochel | 52,20 | 19,57 | 7,99  | 6,20 | 5,38 | 2,46 | 1,42 | 0,97 | 1 339    |
| Chancelaria                                 | 42,87 | 29,90 | 8,69  | 5,21 | 1,51 | 4,06 | 1,62 | 0,93 | 863      |
| Meia Via                                    | 42,58 | 21,47 | 12,55 | 7,48 | 4,34 | 4,46 | 1,21 | 1,09 | 829      |
| Olaia e Paço                                | 45,53 | 18,10 | 12,12 | 6,38 | 7,42 | 2,15 | 1,91 | 1,75 | 1 254    |
| Pedrógão                                    | 49,24 | 20,79 | 8,88  | 5,67 | 6,71 | 2,27 | 1,70 | 0,47 | 1 058    |
| Riachos                                     | 47,93 | 20,58 | 8,28  | 6,97 | 6,57 | 3,42 | 1,51 | 1,11 | 2 512    |
| Santa Maria, Salvador e Santiago            | 39,09 | 28,32 | 7,75  | 6,85 | 4,92 | 5,15 | 1,95 | 1,37 | 4 308    |
| São Pedro, Lapas e Ribeira Branca           | 45,05 | 21,25 | 7,01  | 7,85 | 7,89 | 3,40 | 1,67 | 1,37 | 4 320    |
| Zibreira                                    | 46,14 | 25,67 | 7,72  | 3,77 | 6,10 | 3,77 | 1,08 | 1,08 | 557      |
| Torres Novas                                | 44,81 | 23,49 | 8,35  | 6,73 | 5,83 | 3,57 | 1,66 | 1,17 | 18 644   |

### Vila Nova da Barquinha
| Partido                 | Partido                        | Votos | %               | +/-   |
| ----------------------- | ------------------------------ | ----- | --------------- | ----- |
|                         | Partido Socialista             | 1 740 | 46,07 / 100,00  | 3,36  |
|                         | Partido Social Democrata       | 658   | 17,42 / 100,00  | 1,29  |
|                         | CHEGA                          | 561   | 14,85 / 100,00  | 11,29 |
|                         | Coligação Democrática Unitária | 226   | 5,98 / 100,00   | 2,44  |
|                         | Bloco de Esquerda              | 178   | 4,71 / 100,00   | 6,76  |
|                         | Iniciativa Liberal             | 154   | 4,08 / 100,00   | 3,43  |
|                         | CDS – Partido Popular          | 67    | 1,77 / 100,00   | 1,17  |
|                         | Pessoas–Animais–Natureza       | 48    | 1,27 / 100,00   | 2,12  |
|                         | Outros (com menos de 1,00%)    | 72    | 1,90 / 100,00   |       |
| Votos Inválidos         | Votos Inválidos                | 73    | 1,94 / 100,00   | 2,52  |
| Total                   | Total                          | 3 777 | 100,00 / 100,00 |       |
| Eleitorado/Participação | Eleitorado/Participação        | 6 237 | 60,56 / 100,00  | 3,33  |

| Freguesia              | %     | %     | %     | %    | %    | %    | %    | %    | Votantes |
| Freguesia              | PS    | PSD   | CH    | CDU  | BE   | IL   | CDS  | PAN  | Votantes |
| ---------------------- | ----- | ----- | ----- | ---- | ---- | ---- | ---- | ---- | -------- |
| Freguesia              |       |       |       |      |      |      |      |      | Votantes |
| Atalaia                | 44,05 | 15,38 | 15,07 | 8,75 | 5,69 | 4,21 | 1,90 | 1,05 | 949      |
| Praia do Ribatejo      | 48,49 | 19,32 | 13,53 | 3,55 | 2,76 | 3,42 | 2,63 | 1,05 | 761      |
| Tancos                 | 69,49 | 9,32  | 5,93  | 3,39 | 6,78 | 0    | 0    | 3,39 | 118      |
| Vila Nova da Barquinha | 44,69 | 18,16 | 15,80 | 5,75 | 4,87 | 4,52 | 1,49 | 1,33 | 1 949    |
| Vila Nova da Barquinha | 46,07 | 17,42 | 14,85 | 5,98 | 4,71 | 4,08 | 1,77 | 1,27 | 3 777    |

## Lista de Deputados Eleitos
A lista apresentada é conforme a aplicação do Método D'Hondt:
| N.º | Nome                                      | Partido | Partido                  | Quociente  |
| --- | ----------------------------------------- | ------- | ------------------------ | ---------- |
| 1   | Alexandra Leitão                          |         | Partido Socialista       | 89870      |
| 2   | Isaura Maria Crisóstomo Bernardino Morais |         | Partido Social Democrata | 58630      |
| 3   | Hugo Miguel Carvalheiro dos Santos Costa  |         | Partido Socialista       | 44935      |
| 4   | Maria do Céu Antunes                      |         | Partido Socialista       | 29956,6667 |
| 5   | João Manuel Moura Rodrigues               |         | Partido Social Democrata | 29315      |
| 6   | Pedro Frazão                              |         | CHEGA                    | 23813      |
| 7   | Mara Lúcia Lagriminha Coelho              |         | Partido Socialista       | 22467,5    |
| 8   | Maria Inês Leiria Barroso                 |         | Partido Social Democrata | 19543,3333 |
| 9   | Manuel António dos Santos Afonso          |         | Partido Socialista       | 17974      |